# BK Politech-SamGTU Samara
Basketbolnyj kloeb Politech-SamGTU Samara (Russisch: баскетбольный клуб Политех-СамГТУ Самара) is een professionele damesbasketbalclub uit de Russische stad Samara.

## Geschiedenis
De club werd opgericht in 2000. SamGTU staat voor Samara Staats Technische Universiteit. In 2013 werd de club tweede om het Landskampioenschap van Rusland in de (divisie C). In 2015 werd de club tweede om het Landskampioenschap van Rusland in de (divisie B). In 2018 werd de club derde om het Landskampioenschap van Rusland in de (divisie B).

## Erelijst
- Landskampioen Rusland: (divisie B)
  - Tweede: 2015
  - Derde: 2018

- Landskampioen Rusland: (divisie C)
  - Tweede: 2013

## Bekende (oud)-spelers
- Jevgenia Kozjevnikova
- Olga Ovtsjarenko
- Joelia Poloejanova

## Bekende (oud)-coaches
- Leonid Okoenev (2000-2001)
- Aleksandr Vlasov (2004-2005)
- Aleksej Sokolovski (2012-2014)
- Aleksandr Garsjin (2014-2017)
- Andrej Roezanov (2017-heden)